# الأسلوب الوبائي
إن علم الوبائيات قد نضج بشكل ملحوظ منذ عصر أبقراط، وسيميلويس، وجون سنو. وتختلف تقنيات جمع البيانات الوبائية وتحليلها اعتمادًا على نوع المرض الذي تتم مراقبته، ولكن كل دراسة سيكون لها أوجه تشابه شاملة. 

## ملخص لعملية دراسة وبائية
1. إثبات وجود مشكلة
  - الدراسات الوبائية الكاملة مكلفة ومرهقة. لذا يجب تقديم حالة لأهمية البحث قبل البدء في أي دراسة.
2. تأكيد تجانس الأحداث
  - أي استنتاجات مستخلصة من القضايا غير المتجانسة ستكون مشبوهة. يجب أن تكون جميع أحداث أو تكرارات المرض حالات حقيقية للمرض.
3. اجمع كل الأحداث
  - من المهم جمع أكبر قدر ممكن من المعلومات حول كل حدث لفحص عدد كبير من عوامل الخطر المحتملة. يمكن جمع الأحداث من طرق متنوعة للدراسة الوبائية أو من التعدادات أو سجلات المستشفيات.
  - يمكن وصف الأحداث بمعدلات الإصابة ومعدلات الانتشار.
  - كثيرًا ما يتم تعيين حدوث كيان مرض واحد كحدث.
  - بالنظر إلى الطبيعة غير المتجانسة المتأصلة لأي مرض معين (مبدأ المرض الفريد [2])، يمكن معاملة كيان مرض واحد على أنه أنواع فرعية للمرض. [3] قد تم وضع تصور جيد لهذا الإطار في المجال متعدد التخصصات لعلم الأوبئة المرضية الجزيئية (MPE). [4] [5]
4. وصف الأحداث من حيث العوامل الوبائية
  1. العوامل المسببة
    - عوامل غير بيئية تزيد من احتمالية الإصابة بالمرض. مثل التاريخ الجيني والعمر والجنس.

  2. عوامل التمكين/ التعطيل
    - العوامل المتعلقة بالبيئة التي تزيد أو تقلل من احتمالية الإصابة بالأمراض. تعتبر ممارسة الرياضة والنظام الغذائي الجيد أمثلة على عوامل الإعاقة. وأمثلة عوامل التمكين هي ضعف جهاز المناعة وسوء التغذية.

  3. عوامل الترسب
    - هذا العامل هو الأكثر أهمية من حيث أنه يحدد مصدر التعرض. قد يكون جرثومة أو سم أو جين.

  4. عوامل التقوية
    - هذه عوامل تزيد من احتمالية الإصابة بالمرض. قد تشمل التعرض المتكرر أو الضغوط البيئية المفرطة.
5. ابحث عن الأنماط والاتجاهات
  - هنا يبحث المرء عن أوجه التشابه في الحالات التي قد تحدد عوامل الخطر الرئيسية للإصابة بالمرض. يمكن استخدام المنحنيات الوبائية لتحديد عوامل الخطر هذه.
6. صياغة فرضية
  - إذا لوحظ اتجاه معين في الحالات، فقد يفترض الباحث طبيعة العلاقة بين العامل المحتمل المسبب للمرض والمرض.
7. اختبر الفرضية
  - نظرًا لأن الدراسات الوبائية نادرًا ما يمكن إجراؤها في المختبر، فغالبًا ما تكون النتائج ملوثة بالتغيرات التي لا يمكن السيطرة عليها في الحالات. هذا غالبا ما يجعل من الصعب تفسير النتائج. تم تطوير طريقتين لتقييم قوة العلاقة بين العامل المسبب للمرض والمرض.
  - كانت افتراضات كوخ هي المعايير الأولى التي تم تطويرها للعلاقات الوبائية. نظرًا لأن هذه الطريقة تعمل جيدًا فقط مع البكتيريا والسموم شديدة العدوى، فإن هذه الطريقة غير مفضلة إلى حد كبير.
  - معايير برادفورد-هيل هي المعايير الحالية للعلاقات الوبائية. قد تملأ العلاقة كل المعايير أو بعضها أو لا شيء منها وتظل صحيحة.
8. انشر النتائج. [6]

## الإجراءات
يشتهر علماء الأوبئة باستخدامهم للمعدلات. كل مقياس يعمل على وصف المرض بإعطاء معلومات قيمة حول العدوى، وفترة الحضانة، والمدة، ومعدل الوفيات من المرض.

### مقاييس الحدوث
1. مقاييس الحدوث
  1. معدل الحدوث، حيث يتم تعريف الحالات المدرجة باستخدام تعريف الحالة
  2. معدل المخاطرة
  3. الحدوث التراكمي
2. تدابير الانتشار
  1. انتشار النقطة
  2. انتشار الفترة

### تدابير الارتباط
1. المقاييس النسبية
  1. نسبة المخاطر
  2. معدل النسبة
  3. نسبة الاحتمالات
  4. نسبة الخطر
2. التدابير المطلقة
  1. الحد من المخاطر المطلقة
  2. المخاطر المتعلقة
    1. مخاطر متعلقة في حالة التعرض
    2. نسبة المخاطر المتعلقة
    3. مخاطر ليفين المتعلقة

### تدابير أخرى
1. خبث الفيروس والعدوى
2. معدل الوفيات ومعدل المرض
3. حالة الوفاة
4. الحساسية (الاختبارات) والنوعية (الاختبارات)

## محددات
تسلط الدراسات الوبائية (والأخرى القائمة على الملاحظة) الضوء على الترابط بين التعرض والنتائج، بدلاً من السببية. بينما يعتبر البعض هذا تقييدًا للبحوث القائمة على الملاحظة، فإن النماذج الوبائية للسببية (على سبيل المثال معايير برادفورد هيل)  تدعوا إلى الحاجة إلى مجموعة مكتملة من الأدلة قبل تحديد ما إذا كان الارتباط سببيًا حقًا.  إضافة إلى أنه من المستحيل دراسة العديد من الأسئلة البحثية في البيئات التجريبية، بسبب المخاوف المتعلقة بالأخلاقيات وصحة الدراسة. مثلاً، تم الكشف عن الصلة بين السجائر وسرطان الرئة إلى حد كبير من خلال البحث القائم على الملاحظة. ومع ذلك، فإن أخلاقيات البحث تحظر إجراء تجربة عشوائية لتدخين السجائر بمجرد تحديدها بالفعل على أنها تهديد محتمل للصحة.

## روابط خارجية
- Epidemiologic.org مدونة إلكترونية للاستعلام عن الأوبئة على الإنترنت للباحثين في علم الأوبئة.
- منتدى علم الأوبئة منتدى للنقاش والمنتدى لدعم تحليل epi وتعزيز الأسئلة والمناقشات والتعاون في علم الأوبئة.
- يحتفظ مركز الطب المبني على البراهين في أكسفورد «بمجموعة أدوات» على الإنترنت لطرق الطب القائمة على الأدلة.
- لدى Epimonitor قائمة شاملة بالروابط للجمعيات والوكالات والنشرات وما إلى ذلك.
- علم الأوبئة للنص غير المستهل عبر الإنترنت، مع تفسيرات سهلة.
- مركز كارولينا الشمالية للتدريب على التأهب للصحة العامة فصول تدريبية عبر الإنترنت لعلم الأوبئة والمواضيع ذات الصلة.
- مكتبة الوبائيات الشعبية